# 寺奴婢
寺奴婢（じぬひ）は、古代日本の律令制における身分制度、社会階級の一つ。

## 概要
賎民の身分は更に五分され、その中に、朝廷以外の民間人に従属する者を私奴婢というが、その中で、特に、使用主が寺（古代寺院）である者のことを、「寺奴婢」と呼称する。

## 実態
寺奴婢は、通常の奴婢と同様、寺の支配を受けて、維持管理の業務にあたった。
その中でも特に、境内の清掃（キヨメ）に従事したものと推測される。元々、仏教においては「不浄」（ケガレ）の観念が強く、僧尼令においても、戒律に違反した僧に対する刑罰として、境内の清掃が課せられていた。やがて、「不浄」の観念が、賎民である奴婢とが結びつけられ、寺奴婢に清掃の業務が押し付けられるようになった。

## 出自
寺奴婢が特定の寺に従属するに至る経緯としては、主に二通りあったとされる。
- 有力豪族による寄進。創建時に檀那、開基などが、経済援助の一環（人件費にかわるもの）として施入した[2]。また、上述の「キヨメ」の観念から、天皇や豪族が寺院境内の「キヨメ」に関与する手段として、自らの奴婢を喜捨して、間接的に「キヨメ」を行った。
- 有力豪族が政争に敗れて滅亡した時（物部守屋、山背大兄王、藤原仲麻呂など）、これに隷属していた使用人、場合によっては一族の者が、一族の寺、あるいは勝者の支援する寺に配属された。彼らの場合も、朝廷に反逆をしたという「罪」が、奴婢の「ケガレ」意識と結びついたものと思われる[3]。

## 備考
- 寺奴婢が出家をして僧侶になることは、禁じられていた。当時の記録では、天皇の快癒祈祷のために特例として得度が認められた例があるが、これも、奴婢身分のまま得度したのか、一旦良民に解放されたのち得度したのかは、明確でない[4]。